# Solzy
Solzy (russisch Сольцы) ist eine Stadt in der Oblast Nowgorod (Russland) mit 10.086 Einwohnern (Stand 14. Oktober 2010).

## Geografie
Die Stadt liegt etwa 80 Kilometer südwestlich der Oblasthauptstadt Weliki Nowgorod am linken Ufer der in den Ilmensee mündenden Schelon.
Solzy ist Verwaltungszentrum des gleichnamigen Rajons.
Die Stadt liegt an der 1904 eröffneten Eisenbahnstrecke Sankt Petersburg–Dno–Nowosokolniki–Wizebsk (Streckenkilometer 206).

## Geschichte
Solzy wurde erstmals 1390 urkundlich erwähnt, als hier ein Frieden zwischen der Republik Nowgorod und der Republik Pskow geschlossen wurde. Der Ortsname ist vom russischen Wort sol für Salz abgeleitet; die Bewohner beschäftigten sich mit der Salzsiederei an lokalen salzigen Quellen.
1471 fand in der Nähe die Schlacht an der Schelon statt, in der Truppen des Großfürstentums Moskau die der Republik Nowgorod vernichtend schlugen und so den endgültigen Niedergang Nowgorods einleiteten.
Im 18. Jahrhundert war der Ort als Zentrum des Leinenhandels bekannt.
Im Jahre 1914 wurde das Stadtrecht verliehen.
Im Zweiten Weltkrieg wurde Solzy am 13. Juli 1941 von der deutschen Wehrmacht besetzt, vom 16. bis 22. Juli 1941 von der Roten Armee kurzfristig und am 21. Februar 1944 von Truppen der Leningrader Front im Rahmen der Leningrad-Nowgoroder Operation endgültig zurückerobert.

## Bevölkerungsentwicklung
| Jahr | Einwohner |
| ---- | --------- |
| 1897 | 3.981     |
| 1926 | 4.317     |
| 1939 | 8.972     |
| 1959 | 9.082     |
| 1970 | 9.357     |
| 1979 | 11.672    |
| 1989 | 11.782    |
| 2002 | 11.264    |
| 2010 | 10.086    |

Anmerkung: Volkszählungsdaten

## Kultur und Sehenswürdigkeiten
In Solzy sind die Mariä-Schutz-und-Fürbitte-Kirche (Покровская церковь/Pokrowskaja zerkow) aus der 2. Hälfte des 18. Jahrhunderts und die Eliaskathedrale (Ильинский собор/Iljinski sobor) aus dem 18. bis 19. Jahrhundert erhalten.
Zehn Kilometer von der Stadt entfernt liegt das Dorf Wybiti mit Schloss und Park. Im Dorf Molotschkowo steht die Mariä-Himmelfahrts-Kirche (Успенская церковь/Uspenskaja zerkow) aus dem 19. Jahrhundert, im Dorf Welebizy die Apostel-Johannes-Kirche (церковь Иоанна Богослова/zerkow Ioanna Bogoslowa) aus der 2. Hälfte des 19. Jahrhunderts.

## Wirtschaft
In Solzy gibt es ein Werk für Magnetbänder sowie Betriebe der Textil- und Lebensmittelindustrie.
Unmittelbar nördlich der Stadt liegt der Militärflugplatz Solzy der russischen Luftstreitkräfte, auf dem u. a. schwere Bomber der Typen Tupolew Tu-22M und Tupolew Tu-95 stationiert sind.

## Persönlichkeiten
- Schanna Jorkina (1939–2015), sowjetische Kosmonautenanwärterin, geboren in Solzy